# Robert R. Shrock
Robert Rakes Shrock  (* 27. August 1904 in Wawpecong, Miami County, Indiana; † 22. Juni 1993) war ein US-amerikanischer Paläontologe und Geologe.

## Leben
Shrock studierte an der Indiana University, an der er auch promoviert wurde, und ging dann an die University of Wisconsin, wo er ein Kollege von William H. Twenhofel war, und ab 1937 als Professor an das Massachusetts Institute of Technology, an dem er 1975 emeritierte. Von 1949 bis 1965 stand er dort der Fakultät für Geologie und Geophysik vor. In dieser Zeit wurde 1965 das Gebäude für Geowissenschaften eingeweiht und er startete am MIT ein Programm für Ozeanographie zusammen mit dem Woods Hole Oceanographic Institute (das ein Forschungsschiff nach ihm benannte).
Neben Paläontologie befasste er sich mit Sedimentologie. 1956/57 war er Präsident der Society for Sedimentary Geology (SEPM). Er war Mitglied der American Academy of Arts and Sciences (1954). Im Ruhestand schrieb er zwei Bücher über Geschichte der Geologie.
1976 erhielt er die William H. Twenhofel Medal. Drei Fossilien sind nach ihm benannt. 1971 wurde er Ehrendoktor der Indiana University.

## Schriften
- mit Hervey Shimer Index Fossils of North America, New York, Wiley 1944
- Sequence in layered rocks:  a study of features and structures useful for determining top and bottom or order of succession in bedded and tabular rock bodies, McGraw Hill 1948
- mit William H. Twenhofel Principles of invertebrate paleontology, McGraw Hill 2. Auflage 1953 (zuerst Invertebrate Paleontology 1935)
- mit Edgar Cumings The geology of the Silurian rocks of northern Indiana, Indianapolis 1928
- Geology at MIT 1865-1965: a history of the first hundred years of geology at Massachusetts Institute of Technology; 2 Bände, MIT Press 1977
- The Geologists Crosby of Boston: William Otis Crosby (1850-1925) and Irving Ballard Crosby (1891-1959), MIT 1972
- Cecil and Ida Green: Philanthropists Extraordinary, MIT Press 1989